# Jonathan Maiyo
Jonathan Kiplimo Maiyo (5 mei 1988) is een Keniaanse atleet, die is gespecialiseerd in de lange afstand. Met een persoonlijk record van 59.02 op de halve marathon en 2:04.56 op de hele marathon behoort hij op beide onderdelen tot de top 20 snelste atleten ter wereld.

## Biografie
Sinds 2007 begon Maiyo met het lopen van wegwedstrijden in Europa. Dat jaar behoorde tot zijn oogst een overwinning bij de Bredase Singelloop en Gothaer Citylauf. Ook werd hij tweede bij de halve marathon van Paderborn. Het jaar erop hielp hij als haas Haile Gebrselassie aan zijn wereldrecord.
In januari 2012 nam Maiyo deel aan de marathon van Dubai. Met een persoonlijke recordtijd van 2:04.56 eindigde hij op een vierde plaats. De wedstrijd werd gewonnen door de Ethiopiër Ayele Abshiro, die met 2:04.23 slechts een halve minuut sneller was. In maart 2012 liet hij zijn goede vorm blijken bij de City-Pier-City Loop. Met 59.02 miste hij op acht seconden de overwinning bij dit evenement die naar zijn landgenoot Stephen Kibet ging. Later dat jaar nam hij deel aan de 5000 m bij de Afrikaanse kampioenschappen in Porto-Novo. Met een persoonlijk record van 13.22,89 finishte hij als tweede achter zijn landgenoot Mark Kiptoo, die in 13.22,38 over de finish kwam.
In 2014 won hij zijn eerste nationale titel door eerst te worden op de 5000 m bij de Keniaanse kampioenschappen.
Maiyo is een trainingskameraad van tweevoudig wereldkampioen marathon Abel Kirui. "Abel en ik helpen elkaar. In sommige trainingen is Abel sterker, andere trainingen ben ik weer sterker. We helpen elkaar om beter te worden en geven elkaar ook advies. Als ik denk dat er nog iets bij Abel ontbreekt in de training, vertel ik hem dat. En zo doet hij dat ook bij."

## Titels
- Keniaans kampioen 5000 m - 2012

## Persoonlijke records
Baan
| Onderdeel | Prestatie | Datum       | Plaats     |
| --------- | --------- | ----------- | ---------- |
| 5000 m    | 13.22,89  | 1 juli 2012 | Porto-Novo |

Weg
| Onderdeel      | Prestatie | Datum             | Plaats         |
| -------------- | --------- | ----------------- | -------------- |
| 10 km          | 27.45     | 13 september 2009 | Rotterdam      |
| 15 km          | 41.54     | 13 september 2009 | Rotterdam      |
| 20 km          | 57.12     | 13 februari 2015  | Ras al-Khaimah |
| halve marathon | 59.02     | 11 maart 2012     | Den Haag       |
| 25 km          | 1:13.39   | 30 september 2012 | Berlijn        |
| 30 km          | 1:28.12   | 30 september 2012 | Berlijn        |
| marathon       | 2:04.56   | 27 januari 2012   | Dubai          |

## Palmares

### 5000 m
- 2012:  Keniaanse kamp. in Nairobi - 13.36,3
- 2012:  Keniaanse kamp. in Nairobi - 13.32,0
- 2012:  Afrikaanse kamp. in Porto-Novo - 13.22,89

### 10 km
- 2007: 4e Kasseler Citylauf - 30.46
- 2007:  Gothaer Citylauf - 30.20

### 10 Eng. mijl
- 2007:  Great South Run - 47.52
- 2010: 4e Dam tot Damloop - 45.33

### 20 km
- 2007:  20 km van Parijs - 58.08

### halve marathon
- 2007:  halve marathon van Paderborn - 1:01.38
- 2007: 5e halve marathon van Rotterdam - 1:00.09,1
- 2007:  Bredase Singelloop - 1:02.26
- 2008:  halve marathon van Paderborn - 1:01.44
- 2009:  halve marathon van Rotterdam - 59.07,3
- 2011: 4e halve marathon van Yangzhou - 1:02.28
- 2011:  Great North Run - 59.27
- 2012:  City-Pier-City Loop - 59.02
- 2012:  halve marathon van George Town - 1:10.45
- 2014:  halve marathon van Zwolle - 1:01.01
- 2015:  halve marathon van Ras al-Khaimah - 1:00.08
- 2015:  halve marathon van Olomouc - 1:00.32
- 2015: 5e halve marathon van New Delhi - 59.26

### marathon
- 2010: 11e marathon van Rotterdam - 2:12.45
- 2012: 4e marathon van Dubai - 2:04.56
- 2012: 7e marathon van Berlijn - 2:09.19
- 2013: 10e marathon van Tokio - 2:10.18
- 2013:  marathon van Gyeongju - 2:09.49
- 2014:  marathon van Eindhoven - 2:06.47